# Herbert von Petersdorff
Herbert von Petersdorff (ur. 21 marca 1881 w Berlinie, zm. 5 lipca 1964 w Darmstadt) – niemiecki pływak, uczestnik Letnich Igrzysk Olimpijskich 1900 w Paryżu. 

## Kariera sportowa
Był zgłoszony do udziału w wyścigu na 200 m drużynowo, w którym jednak nie wystąpił (spóźnił się na start). Był również rezerwowym zawodnikiem w zawodach piłki wodnej na tych igrzyskach.